# Ayaka (nome)
Ayaka  è un nome proprio di persona giapponese femminile.

## Origine e diffusione
Come la maggioranza dei nomi giapponesi, Ayaka può essere ottenuto tramite varie combinazioni di due kanji: ad esempio, potrebbe essere composto da 彩 (aya, "colore") e da 花 o 華 (entrambi ka, "fiore"). Il primo elemento si può ritrovare anche nei nomi Aya, Ayako e Ayano. Il kanji 華 si può ritrovare in alcune varianti del nome Fumika.

## Onomastico
È un nome adespota, cioè privo di santa patrona; l'onomastico può essere festeggiato il 1º novembre, per la ricorrenza di Ognissanti.

## Persone
- Ayaka, cantante giapponese

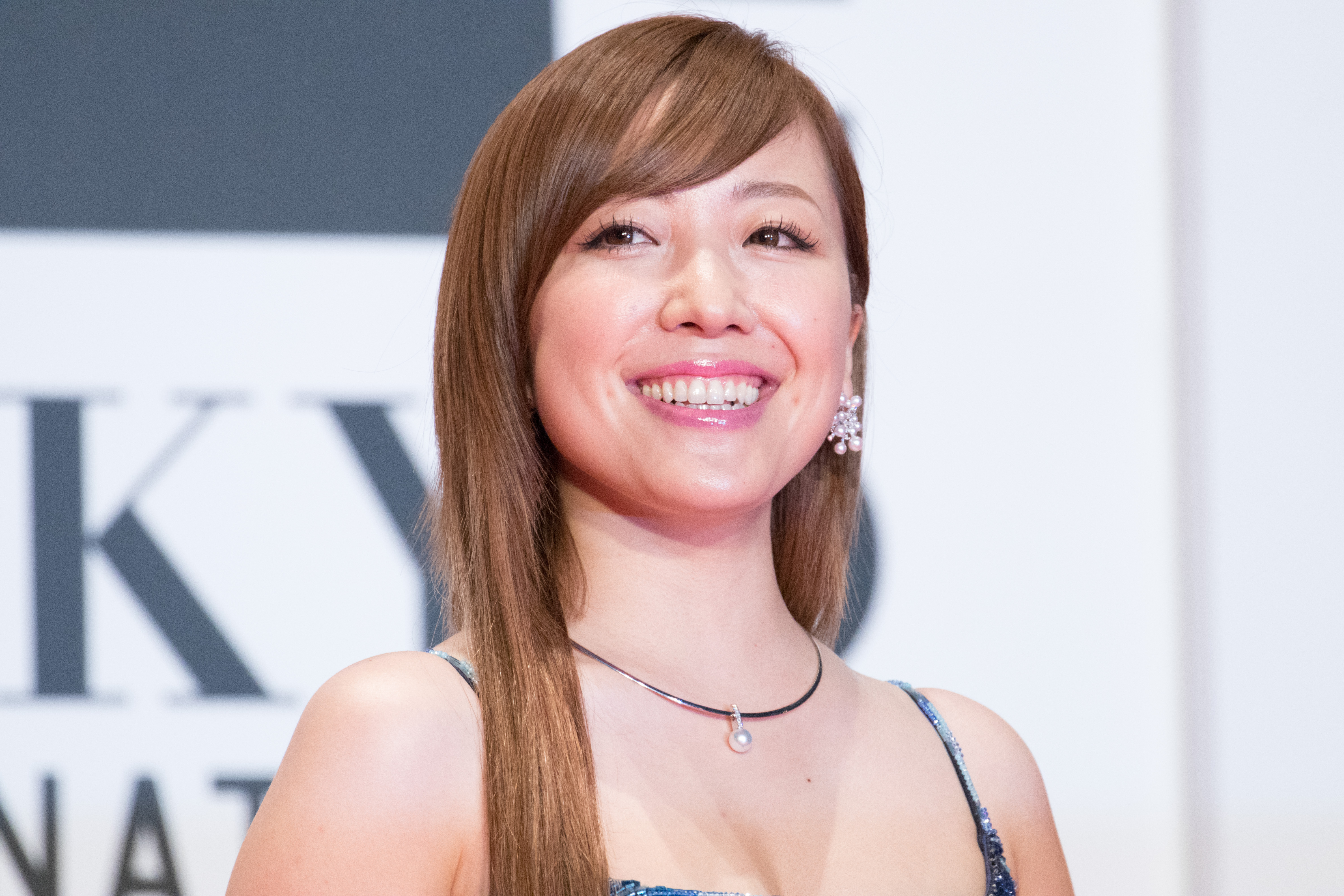
Ayaka Hirahara

- Ayaka Hirahara, cantante giapponese
- Ayaka Kikuchi, pattinatrice di velocità su ghiaccio giapponese
- Ayaka Komatsu, attrice, modella, cantante e idol giapponese
- Ayaka Sasaki, idol giapponese
- Ayaka Takahashi, giocatrice di badminton giapponese

## Il nome nelle arti
- Ayaka Yukihiro è un personaggio della serie manga Negima.